# Cassano all'Ionio
Cassano allo Ionio é uma comuna italiana da região da Calábria, província de Cosenza, com cerca de 17.930 habitantes. Estende-se por uma área de 154 km², tendo uma densidade populacional de 116 hab/km². Faz fronteira com Castrovillari, Cerchiara di Calabria, Civita, Corigliano Calabro, Francavilla Marittima, Frascineto, Spezzano Albanese, Villapiana.

## Demografia
| Variação demográfica do município entre 1861 e 2011                               |
|                                                                                   |
| Fonte: Istituto Nazionale di Statistica (ISTAT) - Elaboração gráfica da Wikipedia |